# Adonisea kasloa
Adonisea kasloa là một loài bướm đêm trong họ Noctuidae.